# 李學詩 (嘉靖乙丑河南進士)
李學詩（1535年—1581年），字子興，號蒲溪，河南彰德府安陽縣人，民籍，治《詩經》。

## 生平
三月二十三日生，行一，由縣學附學生中式嘉靖三十七年（1558年）戊午科河南鄉試第六十四名舉人，會試中式第二百九十四名。年三十一歲中式嘉靖四十四年乙丑科第三甲第一百五十七名進士。刑部观政，本年八月授枣强知县，隆慶二年（1568年）九月选陕西道御史，六年差巡按苏松，万历二年（1574年）五月巡按江西，丁忧。五年九月復除江西道御史，十月巡视京营，六年八月南京畿道刷卷，七年五月提学南直隶，八年正月升大理寺右寺丞，九月升左寺丞，九年卒。

## 家族
曾祖李俊；祖李憲；父李廷臣，累封御史；前母杜氏，贈孺人；母喬氏，贈孺人；庶母吴氏、樊氏。嚴侍下，妻韓氏，弟學禮；學易；學書；學孔，學古。